# 폴 케이시
폴 케이시 (Paul Kasey, 1973년 8월 5일 ~ )는 《닥터 후》, 《사라 제인 어드벤처》, 《토치우드》에서 괴물 역을 자주 맡은 잉글랜드의 배우이다.
케이시는 켄트주 채텀에서 태어났다. 그는 《닥터 후》에서 사이버컨트롤러, 사이버 리더, 사이버맨, 태엽시계 안드로이드, 호익스, 오톤, 슬리딘, 오드, 앤드로이드, 침 숲의 일원 역을, 《토치우드》에서 바구미 자넷, 외계 팽창어, 호익스 역을 맡았다.
또한 그는 《사라 제인 어드벤처》에서 외계인으로 많이 출연했고, 《토털리 닥터 후》에서 보통은 의상을 입은 채 본인 역으로 자주 등장했다. 한편 그는 《28일 후》에서 좀비로 등장하기도 했다.

## 작품 목록
- 로그 원: 스타워즈 스토리